# Anne Finucane
Pour les articles homonymes, voir Finucane.
Anne Finucane est une banquière américaine, vice-présidente de la Bank of America.